# Tetramicra eulophiae
Tetramicra eulophiae là một loài thực vật có hoa trong họ Lan. Loài này được (Rchb.f.) Rchb.f. ex Griseb. miêu tả khoa học đầu tiên năm 1866.